# Progreso (Uruguai)
Progreso é uma cidade do Uruguai localizada no departamento de Canelones.